# Rocca Moross
La Rocca Moross è una montagna delle Alpi Graie alta 2.135 m s.l.m., che si trova in Piemonte.

## Descrizione
La Rocca Moross fa parte della costiera divisoria tra la Val d'Ala e la Valle di Viù. Il versante settentrionale è in comune di Mezzenile mentre quello meridionale si trova in comune di Viù, entrambi nella città metropolitana di Torino. Dalla vetta si gode di un interessante panorama sulle circostanti montagne delle Valli di Lanzo.

## Accesso alla vetta

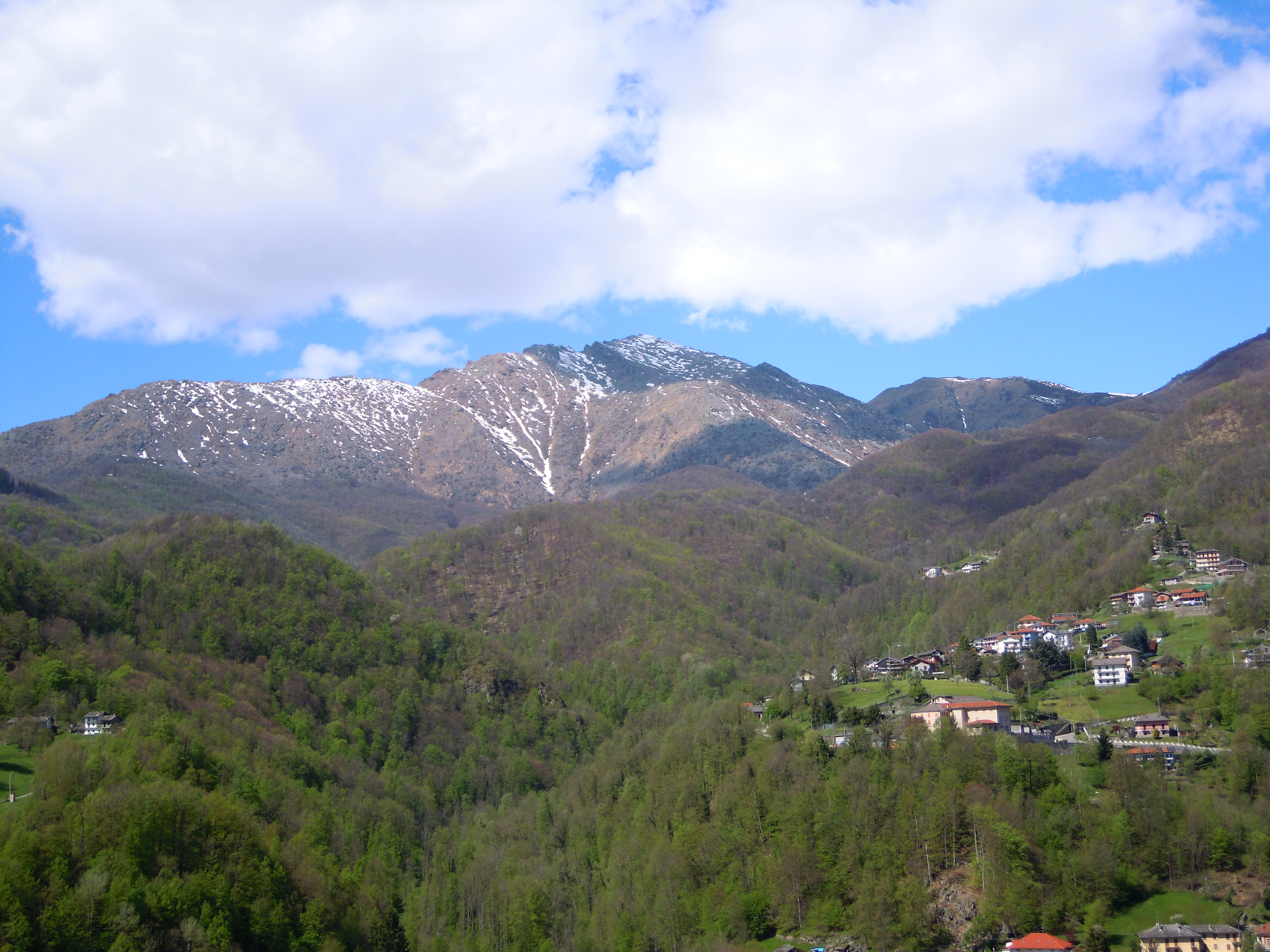
La Rocca Moross dalle alture sopra Pessinetto

La via di accesso escursionistica più breve comincia poco a monte della borgata Tornetti, in località Alpe Bianca (1.440 m), raggiungibile per asfalto da Viù, oppure secondariamente anche da Mezzenile passando per il colle della Dieta. Si percorre una lunga pista agro-silvo pastorale che transita prima all'Alpe Grosso (1.763 m) e infine giunge al Colle Pian Fum (1.999 m), così chiamato a causa delle frequenti nebbie della zona. Arrivati al colle si prosegue per la cresta ovest in parte rocciosa. Il sentiero ha alcuni tratti esposti a partire dal colle in avanti.

## Cartografia
- Cartografia ufficiale italiana dell'Istituto Geografico Militare (IGM) in scala 1:25.000 e 1:100.000, consultabile on line
- Istituto Geografico Centrale - Carta dei sentieri e dei rifugi scala 1:50.000 n. 2 Valli di Lanzo e Moncenisio